# Caridella
Caridella is een geslacht van kreeftachtigen uit de klasse van de Malacostraca (hogere kreeftachtigen).

## Soorten
- Caridella cunningtoni Calman, 1906
- Caridella minuta Calman, 1906
- Caridella paski Calman, 1928